# Znamenka (Oblast' di Orël)
Znamenka (in russo Зна́менка?) è un insediamento di tipo urbano della Russia europea sudoccidentale, situato nel distretto Orlovskij dell'oblast' di Orël.
Si trova nella periferia sudoccidentale di Orël, a 10 km dal centro.